# 야체크 구랄스키
야체크 구랄스키(폴란드어: Jacek Góralski, 1992년 9월 21일 ~ )는 폴란드의 축구 선수로, 현재 독일 분데스리가의 VfL 보훔에서 수비형 미드필더로 뛰고 있다.